# 1743.
◄ | 17. stoljeće | 18. stoljeće | 19. stoljeće | ►
◄ | 1710-ih | 1720-ih | 1730-ih | 1740-ih | 1750-ih | 1760-ih | 1770-ih | ►
◄◄ | ◄ | 1740. | 1741. | 1742. | 1743. | 1744. | 1745. | 1746. | ► | ►►
Arhitektura • Astronomija • Biologija • Glazba • Kazalište • Kemija • Kiparstvo • Knjige • Književnost • Kršćanstvo • Medicina • Politika • Pravo • Promet • Slikarstvo • Znanost

## Događaji
- pisac igara Edmon Hoyle zapisao pravila backgammona

## Rođenja
- 13. travnja – Thomas Jefferson, 3. predsjednik SAD-a († 1826.)
- 24. svibnja – Jean-Paul Marat, francuski revolucionar († 1793.)
- 26. kolovoza – Antoine Laurent de Lavoisier, francuski kemičar († 1794.)

## Vanjske poveznice
|  | Zajednički poslužitelj ima još gradiva o temi 1743. |